# Терасерија и Премескладос Мајо С.А. де C.V. (Рио Браво)
Терасерија и Премескладос Мајо С.А. де C.V. (шп. Terracería y Premezclados Mayo S.A. de C.V.) насеље је у Мексику у савезној држави Тамаулипас у општини Рио Браво. Насеље се налази на надморској висини од 26 м.

## Становништво
Према подацима из 2005. године у насељу су живела 3 становника.

### Хронологија
| Година       | 2000 | 2005 |
| ------------ | ---- | ---- |
| Становништво | 3    | 3    |

### Попис
| # | Индикатор                        | Вредност |
| - | -------------------------------- | -------- |
| 1 | Укупно појединачних домаћинстава | 1        |